# Demaskowanie
Demaskowanie - ujawnianie przez przeciwnika danych o wojskach na podstawie cech, według których można wykryć lub ustalić określone obiekty, rozpoznać zamierzenia i działania wojsk. Na podstawie cech demaskujących można np. według pracy radiostacji ustalić typ i miejsce, kolein czołgu określić jego rodzaj, czas przejazdu, kierunek i szybkość jazdy, na podstawie błysków i wybuchów wystrzałów w nocy zdemaskować artylerię.